# (7057) Al-Fārābī
(7057) Al-Fārābī ist ein Asteroid des inneren Hauptgürtels, der am 22. August 1990 vom US-amerikanischen Astronomen Henry H. Holt am Palomar-Observatorium (IAU-Code 675) auf dem Gipfel des Palomar Mountain etwa 80 Kilometer nordöstlich von San Diego entdeckt wurde.
Der Asteroid wurde am 14. November 2016 nach dem arabischsprachigen Philosophen und Gelehrten al-Fārābī (um 872–950) aus Zentralasien, der sich mit Logik, Ethik, Politik, Mathematik, Philosophie und Musik beschäftigte, benannt.